# توم بوردمان
توم بوردمان (بالإنجليزية: Tom Boardman)‏ هو سائق سباق بريطاني، ولد في 15 أكتوبر 1983 في Forton, Lancashire ‏ في المملكة المتحدة.

## وصلات خارجية
- توم بوردمان على موقع DriverDB.com (الإنجليزية)
- توم بوردمان على موقع eWRC-results.com (الإنجليزية)